# John Sousa
John Philip Sousa (ur. 6 listopada 1854 w Waszyngtonie, zm. 6 marca 1932 w Reading) – amerykański kapelmistrz i kompozytor marszów wojskowych i operetek. Dyrygował orkiestrą Korpusu Piechoty Morskiej USA. Jest najsłynniejszym kompozytorem marszów amerykańskich (skomponował ich ponad 130) i jednym z najsłynniejszych twórców marszów na świecie.

## Wybrane utwory

### Marsze
- „The Gladiator March” (1886)
- „Semper Fidelis” (1888) (Official March of the United States Marine Corps)
- „The Washington Post” (1889)
- „The Thunderer” (1889)
- „High School Cadets” (1890)
- „The Liberty Bell” (1893) (credits theme for Monty Python’s Flying Circus)
- „Manhattan Beach March” (1893)
- „King Cotton” (1895)
- „Stars and Stripes Forever” (1896) (National March of the United States)
- „El Capitan” (1896)
- „Hands Across the Sea” (1899)
- „Hail to the Spirit of Liberty” March (1900)
- „Invincible Eagle” (1901)
- „Fairest of the Fair” (1908)
- „Glory of the Yankee Navy” (1909)
- „U.S. Field Artillery” (1917)
- „Who’s Who in Navy Blue” (1920)
- „The Gallant Seventh” (1922)
- „Nobles of the Mystic Shrine” (1923)
- „The Black Horse Troop” (1924)
- „Pride of the Wolverines” (1926)
- „Minnesota March” (1927)

### Operetki
- The Queen of Hearts (1885)
- The Smugglers (1882)
- Désirée (1883)
- El Capitan (1896)
- The Bride Elect (1897) (libretto)
- The Charlatan (1898)
- Chris and the Wonderful Lamp (1899)
- The Free Lance (1905)
- The American Maid (1909)